# Katarzyna Lisiecka-Sęk
Katarzyna Lisiecka-Sęk (* 2. April 1986 als Katarzyna Lisiecka) ist eine polnische Fußballschiedsrichterin.
Im Alter von 18 Jahren besuchte Lisiecka-Sęk einen Schiedsrichterkurs und startete daraufhin ihre Schiedsrichterkarriere.
Seit 2015 steht Lisiecka-Sęk auf der Liste der FIFA-Schiedsrichter und leitet internationale Fußballpartien. Sie gehört zur Gruppe der First-Category-Schiedsrichterinnen der UEFA.
Bei der U-19-Europameisterschaft 2022 in Tschechien leitete Lisiecka-Sęk zwei Gruppenspiele.
Zudem leitete bzw. leitet Lisiecka-Sęk Spiele in der Qualifikation zur Women’s Champions League, in der Qualifikation für die Europameisterschaft 2022 in England (zwei Spiele), in der europäischen WM-Qualifikation für die Weltmeisterschaft 2019 in Frankreich und die Weltmeisterschaft 2023 in Australien und Neuseeland (vier Spiele) sowie Freundschaftsspiele.
Lisiecka-Sęk kommt aus Posen und arbeitet als Physiotherapeutin. 2012 heiratete sie Mateusz Sęk.